# Claude Berge
Claude Berge (París, 5 de junio de 1926 - ib., 30 de junio de 2002) fue un matemático francés, reconocido como uno de los fundadores modernos de la combinatoria y teoría de grafos.
Es particularmente recordado por sus famosas conjeturas de grafos perfectos y por el Lema de Berge.
Formó parte del Centre d'Analyse et de Mathématique Sociales (CAMS), un centro de investigación del École des hautes études en sciences sociales. Además de esto, fue profesor visitante en la Universidad de Princeton (1957), en la Universidad de Nueva York (1985), y un visitante frecuente del Indian Statistical Institute, en Calcuta.

## Obra
Berge escribió cinco libros de matemática:
- 1957 - Game Theory, sobre teoría de juegos.
- 1958 - Théorie des Graphes et ses Applications, sobre teoría de grafos.
- 1959 - Topological Spaces, sobre espacios topológicos.
- 1968 - Principles of combinatorics, sobre combinatoria.
- 1970 - Graphes et Hypergraphes, donde se propone por primera vez el concepto de hipergrafo.

Fue además, junto con otros matemáticos y novelistas, miembro fundador del grupo literario francés Oulipo en 1960, cuyo objetivo era crear nuevas formas de literatura. En esta asociación, escribió en 1994 Qui a tué le Duc de Densmore ? (¿Quién asesinó al duque de Densmore?), un misterio de asesinato basado en un teorema matemático. Otras de sus obras literarias son:
- 1961 - Sculptures Multipètres
- 1983 - La Reine Aztèque
- 1997 - Raymond Queneau et la combinatoire

## Premios
Claude Berge recibió la medalla de oro EURO X de la European Association of Operational Research en 1989 y el Premio Euler en 1995.